# Fiorella Pierobon
Fiorella Pierobon (Somma Lombardo, 18 marzo 1960) è un'annunciatrice televisiva, cantante, conduttrice televisiva, attrice, autrice, conduttrice radiofonica e pittrice italiana.
È stata il volto di Canale 5, annunciandone i programmi per quasi venti anni, dal settembre 1984 al giugno 2003.

## Biografia

### Gli esordi televisivi e gli anni ottanta
Appena diciassettenne nel 1977 ha condotto sull'emittente regionale Telealtomilanese il programma televisivo Tutto uncinetto, inserito all'interno del programma La ciperita con Raffaele Pisu. L'anno successivo ha proseguito la sua carriera di conduttrice con il programma Chi è di spalle, su Telenord Italia, nel quale il pubblico da casa telefonando doveva indovinare volti di personaggi noti fotografati di spalle.
Dal 1980 ha cominciato a lavorare come annunciatrice televisiva in una piccola emittente privata milanese, Canale 51, per poi passare, nel settembre del 1982, ad Italia 1, dove ha affiancato Gabriella Golia negli annunci dei programmi.
Nell'autunno del 1983 è stata scelta per affiancare Mike Bongiorno in due programmi della neonata Canale 5, Superflash e Bis, continuando per tutta la stagione 1983/84 il suo impegno a Italia 1 come annunciatrice. Nel giugno del 1984 ha affiancato Mike Bongiorno nella conduzione della manifestazione musicale Incontri d'estate - Boario '84, in onda su Canale 5.
A settembre del 1984 è passata definitivamente a Canale 5 sostituendo Eleonora Brigliadori e Fabrizia Carminati nel ruolo di annunciatrice dell'ammiraglia dell'allora Fininvest e rimanendo in carica per quasi vent'anni, comparendo in video più volte al giorno e diventando un volto familiare per milioni di famiglie che seguivano quell'emittente. In questo lungo periodo numerosi artisti hanno voluto interagire con lei nei suoi annunci, per promuovere attraverso divertenti gags i loro programmi; tra questi Paolo Villaggio, Sandra Mondaini e Raimondo Vianello, Gerry Scotti, Amadeus, Aldo Giovanni e Giacomo, Massimo Lopez e molti altri.
Il suo ruolo di annunciatrice è stato espanso da novembre del 1984 con il programma televisivo Anteprima, incentrato sulle anticipazioni dei programmi che sarebbero stati trasmessi la settimana successiva, andato in onda su Canale 5 per diverse stagioni fino al 1998, generalmente il sabato mattina, ma in alcune edizioni anche il sabato pomeriggio e la domenica mattina. Fiorella ha condotto quasi tutte le edizioni, a eccezione di quelle del 1985/86 e 1986/87, affidate rispettivamente a Licia Colò e Susanna Messaggio.
Nel maggio del 1985 affianca Mike Bongiorno nella seconda edizione del Gran Premio Internazionale dello Spettacolo (Telegatti 1985), in onda su Canale 5, ed a giugno dello stesso anno partecipa come madrina del segno zodiacale dei Pesci a una puntata del programma di Italia 1 Zodiaco, condotto da Claudio Cecchetto.
Da marzo a giugno del 1987, e da settembre del 1987 a giugno del 1988, ha condotto su Canale 5 due edizioni del programma mattutino Buongiorno Italia, che intendeva sfidare la neonata fascia mattutina di Rai 1 e in particolare il noto contenitore Unomattina; si trattava di uno spettacolo sulla falsariga dell'americano Goodmorning America, già andato in onda senza grandi risultati, tra il 1981 e il 1984.
Dall'ottobre del 1988 al giugno del 1992, dopo la positiva esperienza di Buongiorno Italia, ha condotto Rivediamoli, programma che ricostruiva l'allora ancora breve storia di Canale 5, tramite spezzoni tratti da trasmissioni del passato dell'emittente. Una particolarità di questo programma, in onda nelle prime edizioni la domenica alle 12.:00 e dall'inizio del 1991 il venerdì in seconda serata, erano le sigle, interpretate dalla stessa conduttrice che in questo modo ha avviato anche una carriera musicale.
Nel 1989 ha recitato in un episodio del telefilm di Canale 5 Don Tonino, con Gigi Sammarchi e Andrea Roncato. Dal 2 ottobre al 29 dicembre ha inoltre condotto su Canale 5 Sogni d'oro, una striscia quotidiana di tre minuti e mezzo, in onda in genere dopo il Maurizio Costanzo Show, dove in pigiama presentava uno spezzone di un celebre film di Hollywood, interpretava i sogni e augurava la buonanotte.
Ha infine chiuso gli anni '80 partecipando al programma condotto da Gerry Scotti L'allegria fa 90, show dedicato ai più piccoli, in onda il 31 dicembre 1989 in prima serata su Canale 5.

### Gli anni novanta e i primi anni duemila
Il 1990 è stato un anno decisamente impegnativo per la Pierobon che, oltre agli impegni storici come annunciatrice e la conduzione di Anteprima e di Rivediamoli, ha partecipato al Festivalbar in qualità di intervistatrice dei cantanti in gara e ha condotto Discoverde, sezione del concorso dedicata agli artisti emergenti, nella quale sono apparsi dei giovani Biagio Antonacci e Ligabue e dove la stessa Fiorella ha avuto uno spazio musicale, cantando la cover Calling You. In coppia con Umberto Smaila il 26 febbraio in prima serata su Italia 1 ha condotto lo speciale Carnevale sul ghiaccio, spettacolo con gli artisti di Holiday on Ice. Inoltre tra i mesi di ottobre e dicembre ha condotto dal lunedì al sabato la striscia quotidiana pomeridiana Buon compleanno Canale 5, dedicata alla storia dei primi dieci anni della rete.
A gennaio del 1991, in prima serata su Canale 5, ha condotto Holiday on Ice al fianco di Claudio Lippi. Il 5 febbraio dello stesso anno partecipa alla trasmissione Cantavip, condotta da Mike Bongiorno su Canale 5 con la presenza di alcuni grandi nomi dello spettacolo italiano come Monica Vitti, Nino Manfredi e Alberto Sordi e dove presenta il brano L'affascinante gioco della seduzione, anteprima del suo primo disco pubblicato ad aprile con lo stesso titolo sotto etichetta discografica CGD e contenente anche le sigle da lei precedentemente interpretate nelle trasmissioni Anteprima e Rivediamoli. Nell'estate del 1991 è tornata al Festivalbar, questa volta in qualità di cantante, presentando la canzone Resta come sei, sempre estratta dal suo disco di esordio L'affascinante gioco della seduzione. A partire dal 22 settembre del 1991 per tre puntate, in onda la domenica pomeriggio su Canale 5, ha condotto con Cino Tortorella e Corrado Tedeschi Festival Internazionale - Giovani stelle del circo, dedicato ai ragazzi sotto i 15 anni provenienti da tutto il mondo che presentavano i numeri più tradizionali del circo.
Nel 1992 è stata la protagonista del video musicale della canzone Buon compleanno bambina cantata da Edoardo Bennato. Nello stesso anno gira tra Brasile e Italia il film TV Missione d'amore con la regia di Dino Risi, in cui interpreta una suora novizia; dopo vari rinvii il film viene mandato in onda in tre puntate su Canale 5 nel settembre del 1993.
Nel 1993 partecipa in coppia con Gianni Bella alle selezioni del Festival di Sanremo; la canzone, scritta dallo stesso Gianni Bella per la musica e da Mogol per il testo, è intitolata I veri tesori; questa riesce ad entrare nella rosa delle pre-selezionate, ma per un soffio alla fine non viene accettata e risulta tuttora inedita. Sempre nello stesso anno partecipa nel ruolo di sé stessa al film Ci hai rotto papà per la regia di Castellano & Pipolo. A dicembre del 1993 è tornata a condurre Holiday on Ice su Canale 5, sempre al fianco di Claudio Lippi.
A partire da lunedì 29 maggio 1995 ha condotto per alcuni mesi su Canale 5 il programma quotidiano di telepromozioni Aspettando Beautiful, in onda prima della storica soap statunitense: affiancata spesso da Giorgio Mastrota, improvvisava con lui simpatici e divertenti dialoghi a partire dai prodotti di volta in volta sponsorizzati.
Nel 1996 è stato pubblicato il suo secondo ed ultimo album, dal titolo Encanto, edito da RTI Music, che conteneva sette brani originali, alcuni scritti da lei stessa, e tre cover, tra cui quella del noto brano di Mike Oldfield Moonlight Shadow, in seguito utilizzata come colonna sonora dello spot dei cioccolatini Pernigotti. Dello stesso anno è la sua seconda esperienza cinematografica nel film Oltre la quarta dimensione di Emiliano di Meo, dove Fiorella recita al fianco di Rosanna Banfi e Laura Efrikian, un film indipendente che passa però completamente inosservato sia dal pubblico che dalla critica.
Nel 1997 ha presentato con Cesare Cadeo Super Festival '97, manifestazione per cantanti-giornalisti dal Capolinea di Milano, andato in onda su Italia 1 alla fine di agosto. Nel giugno del 1998, dopo quattordici anni termina la sua esperienza di conduzione ad Anteprima, programma che non verrà più riproposto, ma nello stesso anno comincia la sua esperienza in radio su Radio Italia, dove conduce Buongiorno Italia, trasmissione mattutina (omonima a quella da lei presentata in televisione dieci anni prima), in cui fa gli auguri di compleanno sia ai vip che ai suoi ascoltatori. Questa esperienza è terminata nel settembre del 2005.
Nel 2000 è stata accanto al professor Fabrizio Trecca nella trasmissione Vivere bene con noi - Speciale medicina, andata in onda il sabato mattina su Canale 5.
Nel 2001 ha partecipato al quiz estivo di Canale 5 Facce da quiz, dove nel gioco La canzone di Fiorella, "annunciava" dalla stessa postazione degli annunci ufficiali, come fossero i programmi della serata, il contenuto dei testi di noti brani musicali di cui i concorrenti dovevano indovinare il titolo.
Nel 2002 è stata testimonial assieme a Paolo Bonolis, Enrico Bertolino, Beppe Severgnini, Gino Strada e altri della campagna abbonamenti dell'Inter, di cui è grande tifosa.

### Altre esperienze professionali
A giugno del 2003 Fiorella ha annunciato dagli studi di Striscia la notizia che intendeva abbandonare il suo ruolo di annunciatrice, dopo quasi vent'anni, per lavorare ad altri progetti. In quell'occasione il tg satirico le ha conferito un doppio tapiro alla carriera. Quell'estate, durante il programma Velone, è stato indetto un concorso per selezionare l'erede della nota annunciatrice, durante il quale è stata scelta la trentunenne Lisa Gritti, che ne prese il posto nel settembre dello stesso anno. L'impegno della Gritti in questo ruolo dura però soltanto fino al dicembre del 2004, così come lo spazio dell'annunciatrice su Canale 5, che viene abolito, come la stessa Pierobon aveva previsto prima delle sue dimissioni. Stessa cosa era accaduta anche su Italia 1 nel 2002: la rete giovanile di Mediaset aveva infatti rinunciato allo spazio della signorina buonasera dopo l'abbandono di Gabriella Golia. Nel 2018 anche Rete 4, dopo il congedo di Emanuela Folliero, abolisce lo spazio dell'annunciatrice, pensionando così definitivamente tale figura televisiva in Italia (già cancellata nel 2016 anche dalle reti Rai e nel 2001 da Telemontecarlo, quando questa diventò LA7).
A partire dal settembre del 2003 Fiorella Pierobon, libera dall'esclusiva che la legava a Canale 5, può apparire in una trasmissione della Rai e partecipa diverse volte, durante il campionato 2003-2004 e nei due successivi, in veste di inviata dallo stadio per la partita dell'Inter, al programma di Rai 2 Quelli che il calcio condotto da Simona Ventura. Dal 2004 al 2006 partecipa come opinionista a varie puntate della trasmissione pomeridiana di Rai 2, L'Italia sul 2.
Nel 2006 un sondaggio promosso da TGcom la proclama come la regina delle annunciatrici con oltre il 48% dei voti: a seguire in seconda e terza posizione, con un netto distacco, Gabriella Golia (15%) e Alessandra Canale (10%).
Nel 2009, 2011 e 2013 ad Acqui Terme ha presentato il Premio Acqui Ambiente, premio letterario internazionale a scadenza biennale, dedicato all'intellettuale nigeriano Ken Saro Wiwa, vittima delle autorità del suo paese, per l'impegno profuso in difesa del diritto dell'uomo all'ambiente.
Nel luglio del 2015 ha inaugurato le trasmissioni di Radio Francigena, emittente nata sul web con l’obiettivo di alimentare la memoria dei percorsi della Via Francigena e di dare spazio a tutte quelle realtà culturali, associative, storico-turistiche, di movimento, che puntano sul patrimonio culturale, allargato alla qualità della vita e del buon vivere. Per questa web radio ha condotto diversi cicli di trasmissioni come Cammina Francigena (2015), Compagni di cammino (2015), Festival Via Francigena (2016), Giornata del camminare (2016), LinC - Lombardia in cammino (2020).
Dall'ottobre del 2016 al giugno del 2019, ha condotto con Alberto Rossetti e Alberto Pugnetti, sulle frequenze di Radio Popolare, il programma Sulla via - Tutto quello che si muove per le strade del mondo: dall'esperienza di Radio Francigena, 50 minuti di intrattenimento con ospiti e musica scelta, i cui temi centrali sono stati il movimento lento, i cammini fisici, spirituali e anche musicali. Il programma è andato in onda per tre edizioni ogni lunedì alle 10:35, nell'edizione estiva del 2017 ogni sabato alle 11:30 e nell'edizione estiva del 2018 ogni domenica alle ore 12.
Dal 21 marzo al 3 maggio 2020 ha condotto su Radio Francigena con Alberto Pugnetti #Iorestoacasa, programma giornaliero di interviste ad attori, registi, scrittori, giornalisti, artisti, sportivi e viaggiatori, ma anche persone del tutto sconosciute, che vivevano la prima fase dell'emergenza legata all'epidemia di coronavirus. Il programma è andato in onda nel mese di marzo due volte al giorno (alle 9:30 e alle 17:00), e ad aprile e maggio ogni giorno alle 17:00 (repliche alle 19:45 e 21:45).

### L'attività di pittura

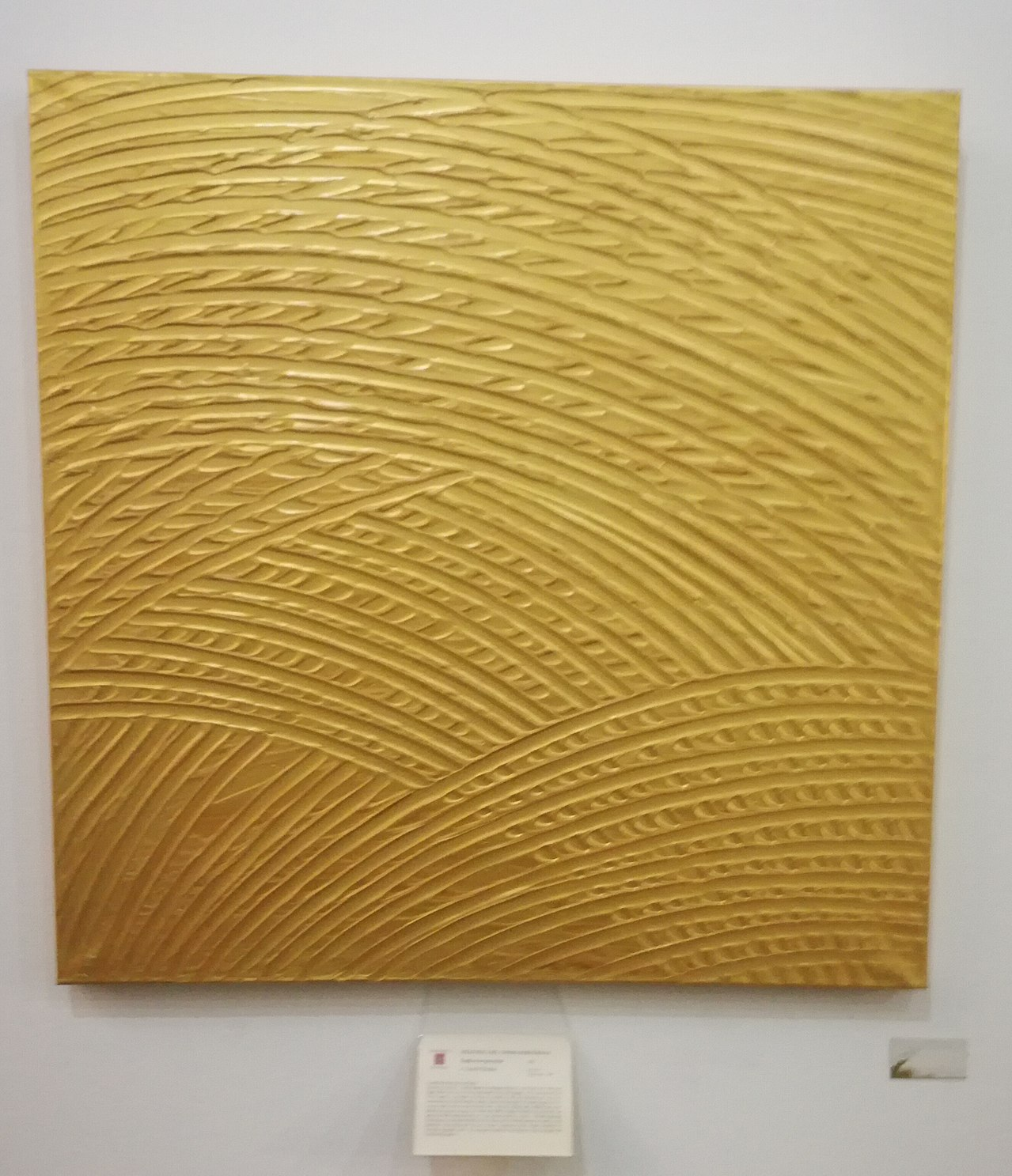
Il buon cammino di Pierobon, nella collezione del Consiglio regionale della Toscana

Oltre alla radio, attualmente Fiorella si dedica alla sua passione di sempre, la pittura. Nel febbraio del 2007 ha aperto a Nizza, Francia un suo atelier/galleria al n. 31 di rue Droite, la via degli artisti.
Ha realizzato più di 400 opere e da qualche anno fa mostre in giro per il mondo, dove esibisce i propri dipinti.
Nel maggio 2008 ha presentato ad Altopascio in provincia di Lucca la sua prima personale in Italia "Percorsi di luce" (o "Tracce di luce"), esposizione ideata e realizzata con opere espressamente ispirate dalle letture riguardanti il faticoso cammino dei viandanti sulla via Francigena. Il percorso espositivo della mostra ha avuto poi seguito in Francia con l'esposizione tenutasi in luglio ed agosto 2008 presso la Chapelle des Penitents Blancs di Aspremont. La mostra è stata poi esposta tra il 2009 e il 2019 a Firenze, Acqui Terme, Lucca, Parma, Nizza, Casalpusterlengo, Vimercate, Follonica, Ternate, Cervia, Rimini e Milano. Il catalogo della mostra è stato pubblicato con il titolo Fiorella Pierobon. Tracce di luce, a cura di Maurizio Vanni e Maurizio Ceccarelli (edizioni Carlo Cambi, Poggibonsi 2013).
Nel dicembre 2008, una sua opera è stata acquisita dal Museo Dino Zoli di Forlì. Dal maggio 2009 una sua installazione permanente composta da 10 opere tra tele e sculture è esposta presso il Lu.C.C.A., il nuovo Museo d'arte contemporanea di Lucca. Dal luglio 2009 un suo dipinto è stato acquisito dalla Pinacoteca del Consiglio regionale della Toscana. Nel 2011, è stata invitata ad esporre alla 54ª Biennale di Venezia, presso il Padiglione Italia a Torino. Dal 2013 la sua opera "Di-vino santo" è presente nella raccolta di opere della Pinacoteca di Follonica (GR).

#### Tecnica
Fiorella Pierobon ha scelto di rappresentare la vita quotidiana attraverso l'utilizzo del colore e della materia. Ama lavorare, oltre che sulla tela, anche su differenti materiali come il legno, la juta o il cartone utilizzando colori a olio ed acrilici, mischiandoli a volte anche con sabbia e cera. L'uso di questi materiali grezzi, unito alla ricerca della massima luminosità attraverso la sovrapposizione di più strati di colore, rende il suo lavoro unico e originale. Ultimamente si è dedicata, con positivi risultati, anche alla scultura proponendo sensuali silhouettes di immaginarie figure femminili e maschili utilizzando materiali quali plexiglas lavorato al laser e l'alluminio anodizzato. La materia da lei tanto evidenziata nei solchi di colore sulle tele, si ricompone dunque nelle sculture, attraverso l'utilizzo del raggio laser che impone alle opere le medesime linee e solchi.

### Pubblicità, convention e solidarietà
Anche la pubblicità si è servita del suo volto per promuovere in qualità di testimonial, prodotti dolciari, cosmetici e bevande. Durante gli anni lavorativi in televisione, Fiorella ha svolto un'intensa attività di presentazione di convention per differenti aziende italiane e straniere: Mondadori, Ente Fiera Milano, etc.
Contemporaneamente ha partecipato, anche in veste di testimonial, a manifestazioni a carattere benefico e campagne pubblicitarie per l'Associazione per la cura e la ricerca contro la spina bifida, la Lega Nazionale contro l'abbandono dei cani, Ministero della salute, Amref, Emergency, Lotta alle leucemie infantili. Nell'anno 2004 ha realizzato una campagna radiofonica in onda su Radio Italia a favore del Cesvi per la cura medica delle mamme africane sieropositive. Nel 2007 è tornata in via straordinaria nei panni dell'annunciatrice, girando alcuni spot per l'organizzazione umanitaria internazionale Medici senza frontiere, in cui annunciava, quasi si trattasse di una delle tante fiction sui medici trasmesse dalla televisione, i programmi portati avanti ogni giorno realmente dai medici dell'organizzazione in ogni angolo del mondo. Nel 2017 ha girato un video a sostegno della giornata di raccolta del farmaco promossa dalla Fondazione Banco farmaceutico.
Il 22 e il 23 settembre 2018, sulla riva del naviglio della Martesana a Milano, è promotrice e moderatrice di diversi incontri all'interno della seconda edizione di Camminare. Il Festival del Social Walking, primo festival dedicato al tema del viaggio lento e a piedi.

## Discografia

### Album
- 1991 – L'affascinante gioco della seduzione
- 1996 – Encanto

### Singoli
- 1989 – Navigherò/Se non ci sei tu, Dischi Ricordi, SRL 11093 (7" - sigla della trasmissione televisiva Rivediamoli)
- 1990 – Vedrai.../Alice "delle meraviglie", CGD 9031 71058-7 (7")
- 1991 – Segni nel cuore
- 1991 – Resta come sei
- 1991 – In una notte di luna
- 1992 – In un mondo libero
- 1996 – Manchi solo tu
- 1996 – Sulle tue rive
- 1998 - Quando nessuno ci vede

## Filmografia
- Don Tonino – serie TV, episodio 2x08 (1989)
- I vicini di casa – sitcom, episodio 1x01 (1991)
- Ci hai rotto papà, regia di Castellano e Pipolo (1993)
- Missione d'amore, regia di Dino Risi – miniserie TV (1993)
- Oltre la quarta dimensione, regia di Emiliano Di Meo (1996)

## Programmi televisivi
- Tutto uncinetto (Telealtomilanese, 1977)
- Chi è di spalle (Telenord Italia, 1978)
- Annunciatrice di Canale 51 (Canale 51, 1980-1982)
- Annunciatrice di Italia 1 (Italia 1, 1982-1984)
- Superflash (Canale 5, 1983-1984)
- Bis (Canale 5, 1983-1984)
- Incontri d'estate (Canale 5, 1984)
- Annunciatrice di Canale 5 (Canale 5, 1984-2003)
- Anteprima (Canale 5, 1984-1985; 1988-1998)
- Gran Premio Internazionale dello Spettacolo (Canale 5, 1985)
- Zodiaco (Italia 1, 1985)
- Buongiorno Italia (Canale 5, 1987-1988)
- Rivediamoli (Canale 5, 1988-1992)
- Rivediamoli Estate (Canale 5, 1989)
- Sogni d'oro (Canale 5, 1989)
- L'allegria fa 90 (Canale 5, 1989)
- Carnevale sul ghiaccio (Italia 1, 1990)
- Festivalbar (Italia 1, 1990)
- Discoverde 1990 (Italia 1, 1990)
- Buon compleanno Canale 5 (Canale 5, 1990-1991)
- Holiday on Ice (Canale 5, 1991, 1993)
- Cantavip (Canale 5, 1991) concorrente
- Festival internazionale - Giovani stelle del circo (Canale 5, 1991-1992)
- Aspettando Beautiful (Canale 5, 1995)
- Super Festival '97 (Italia 1, 1997)
- Vivere bene con noi - Speciale medicina (Canale 5, 2000)
- Facce da quiz (Canale 5, 2001)
- Quelli che il calcio (Rai 2, 2003-2005)

## Radio
- Buongiorno Italia (Radio Italia, 1998-2005)
- Cammina Francigena (Radio Francigena, 2015)
- Compagni di cammino (Radio Francigena, 2015)
- Festival Via Francigena (Radio Francigena, 2016)
- Giornata del camminare (Radio Francigena, 2016)
- Sulla via (Radio Popolare- Radio Francigena, 2016-2019)
- #Iorestoacasa (Radio Francigena, 2020)
- LinC - Lombardia in cammino (Radio Francigena, 2020)

## Mostre di pittura

### Collettive
- 1980 – Varese
- 1981 – Novara, Como
- 1982 – Arezzo, Padova
- 2006 – Lilla, Nizza
- 2007 – Londra, Nizza, Mentone, Saint-Jean-Cap-Ferrat, Vence, Hyères, Valbonne, Breil sur Roya, Cannes, Ventimiglia, Biot
- 2008 – Madonna di Campiglio, Mapello/Bergamo, Osaka (Giappone), Nizza, Costa Rei, Draguignan (Francia)
- 2009 – Lucca - Installazione permanente al Museo Lu.C.C.A., Follonica Arte e passione per Fondazione Giacinto Facchetti, Osaka (Giappone), Villeneuve Loubet (Francia), Pietrasanta, Monaco
- 2010 – San Marino, Milano Marittima, Mougins, Francia, Osaka, Lucca
- 2011 – Monaco, Torino - 54º Biennale di Venezia, Padiglione Italia
- 2013 – Torino - Asta benefica Arte@Lavoro

### Personali
- 1985 – Roma
- 2008 – Altopascio/Lucca - Castello del Tau - «Percorsi di luce», Aspremont (Alpi Marittime)- «Percorsi di luce»
- 2009 – Firenze - «Percorsi di luce» - Consiglio regionale della Toscana - Palazzo Panciatichi, Acqui Terme - «Percorsi di luce» - Palazzo Robellini
- 2010 – Lucca - Lucca Center of Contemporary Art, Pontremoli - Castello del Piagnaro, Berceto - Centro Documentazione della Via Francigena, Verona - Palazzo della Gran Guardia, Parma - Palazzo Giordani
- 2011 – Nizza, Francia - Consolato Generale d'Italia
- 2012 – Casalpusterlengo - Palazzo Lampugnani
- 2013 – Vimercate - Heart - Pulsazioni culturali - «Percorsi di luce»
- 2013 – Follonica - Pinacoteca Comunale, Caffè d'arte Ceccarelli, «Tracce di luce»
- 2015 – Ternate - Villa Leonardi, «Percorsi di luce»
- 2017 – Cervia - Magazzini del sale, «Percorsi di luce»
- 2018 – Rimini - Hotel Duomo, «Tracce di luce»
- 2019 – Milano - Arcadia Art Gallery (Navigli), «Tracce di luce»

### Esposizioni/Installazioni permanenti
a partire dal:
- 2009 – Lucca - Lucca Center of Contemporary Art - Opere: "Bi-Sogni d'artista" - "Ufficio d'artista"
- 2009 – Firenze - Pinacoteca del Consiglio regionale della Toscana - Opera: "Il buon cammino"
- 2012 – Casalpusterlengo - Pinacoteca Comunale - Opera: "Andar per l'acqua"
- 2013 – Follonica - Pinacoteca Comunale - Opera: "Di-vino santo"
- 2014 – Torino - Eataly Lingotto - Casa Vicina

## Riconoscimenti
- 2008 – 1º premio categoria astratto – 8 Trophèe d'or «Aurelia» – Saint-Jean-Cap-Ferrat
- 2008 – 2º premio categoria astratto – Salon International «Pluie de toiles» – Cannes
- 2008 – Coppa Prestige de l'Art, Prestige de l'Europe – Nizza C.U.M.
- 2008 – 1º premio per l'originalità – Academie des Beaux Arts – Saint-Jean-Cap-Ferrat
- 2008 – Targa d'argento Presidente della Repubblica – XXIV Premio Agazzi – Mapello/Bergamo